# Sellstedter See und Ochsentriftmoor
Sellstedter See und Ochsentriftmoor este o arie protejată (arie specială de conservare — SAC, sit de importanță comunitară — SCI) din Germania întinsă pe o suprafață de 527 ha, integral pe uscat.

## Localizare
Centrul sitului Sellstedter See und Ochsentriftmoor este situat la coordonatele 53°32′04″N 8°42′11″E / 53.5344°N 8.7031°E.

## Înființare
Situl Sellstedter See und Ochsentriftmoor a fost declarat sit de importanță comunitară în octombrie 1998 pentru a proteja 2 specii de animale. Situl a fost protejat și ca arie specială de conservare în iunie 2010.

## Biodiversitate
Situată în ecoregiunea atlantică, aria protejată conține 7 habitate naturale: Lacuri eutrofice naturale cu vegetație de tip Magnopotamion sau Hydrocharition, Lacuri și iazuri distrofice naturale, Mlaștini oligotrofe degradate, capabile încă de regenerare naturală, Mlaștini turboase de tranziție și turbării mișcătoare, Depresiuni pe substraturi de turbă de Rhynchosporion, Păduri acidofile de stejar bătrân cu Quercus robur pe câmpii nisipoase, Mlaștini împădurite.
La baza desemnării sitului se află mai multe specii protejate de  mamifere (2): vidră de râu (Lutra lutra), liliac de iaz (Myotis dasycneme).